# Jodia
Jodia là một chi bướm đêm thuộc họ Noctuidae.

## Loài
- Jodia croceago (Denis & Schiffermüller, 1775)
- Jodia sericea (Butler, 1878)